# Poimenesperus niveicollis
Poimenesperus niveicollis là một loài bọ cánh cứng trong họ Cerambycidae.